# Thallarcha eremicola
Thallarcha eremicola là một loài bướm đêm thuộc phân họ Arctiinae, họ Erebidae. Nó được tìm thấy ở Úc.

## Hình ảnh

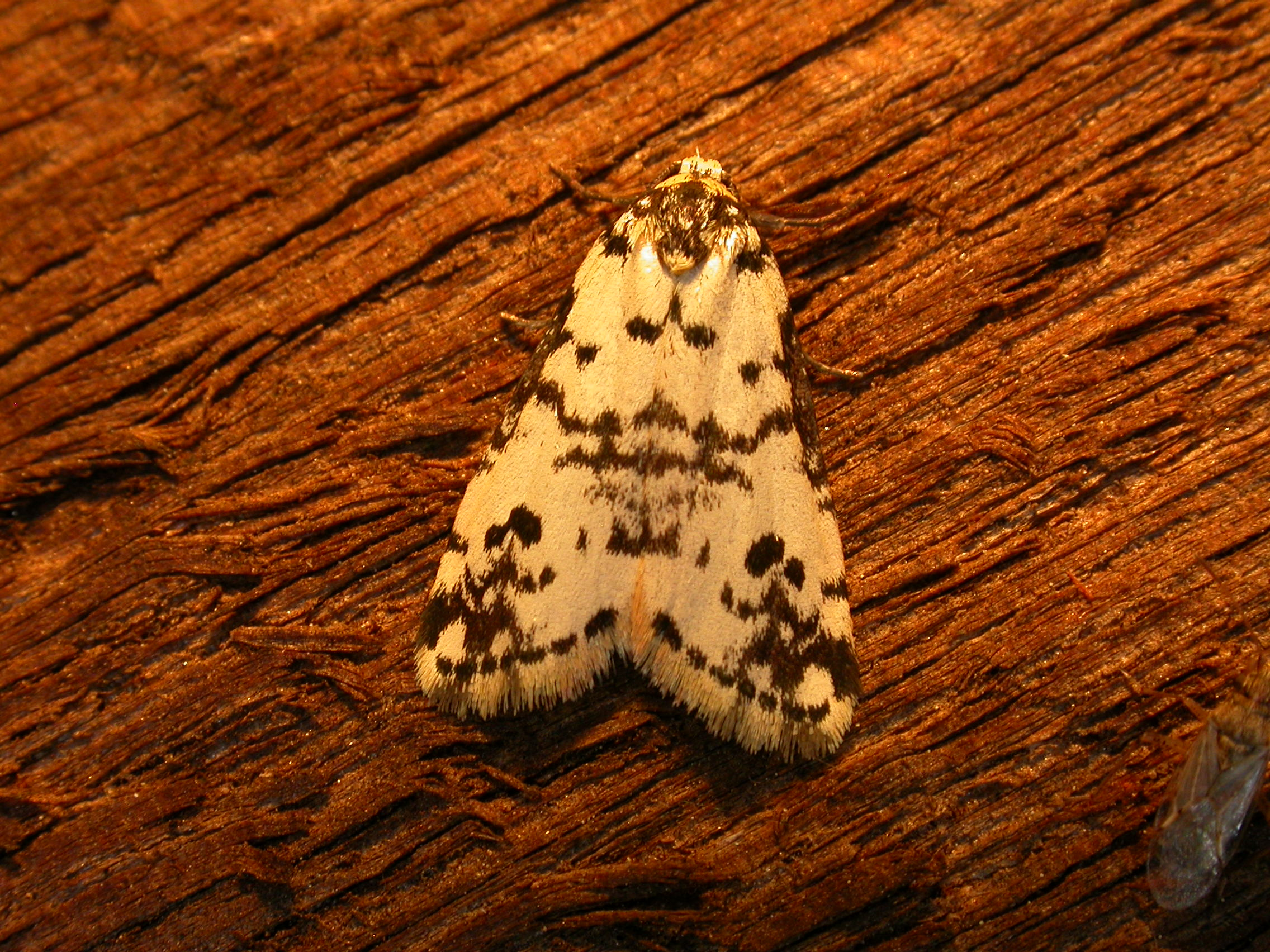